# Lüganuse (commune)
La commune de Lüganuse est une commune rurale d’Estonie située dans le Virumaa oriental (l’ancien Wierland), au nord-est du pays et au bord de la mer Baltique. 

## Démographie
Sa superficie est de 105 km2 et elle a 1157 habitants(01/01/2012). Son centre administratif est Lüganuse (anciennement : Luggenhusen).

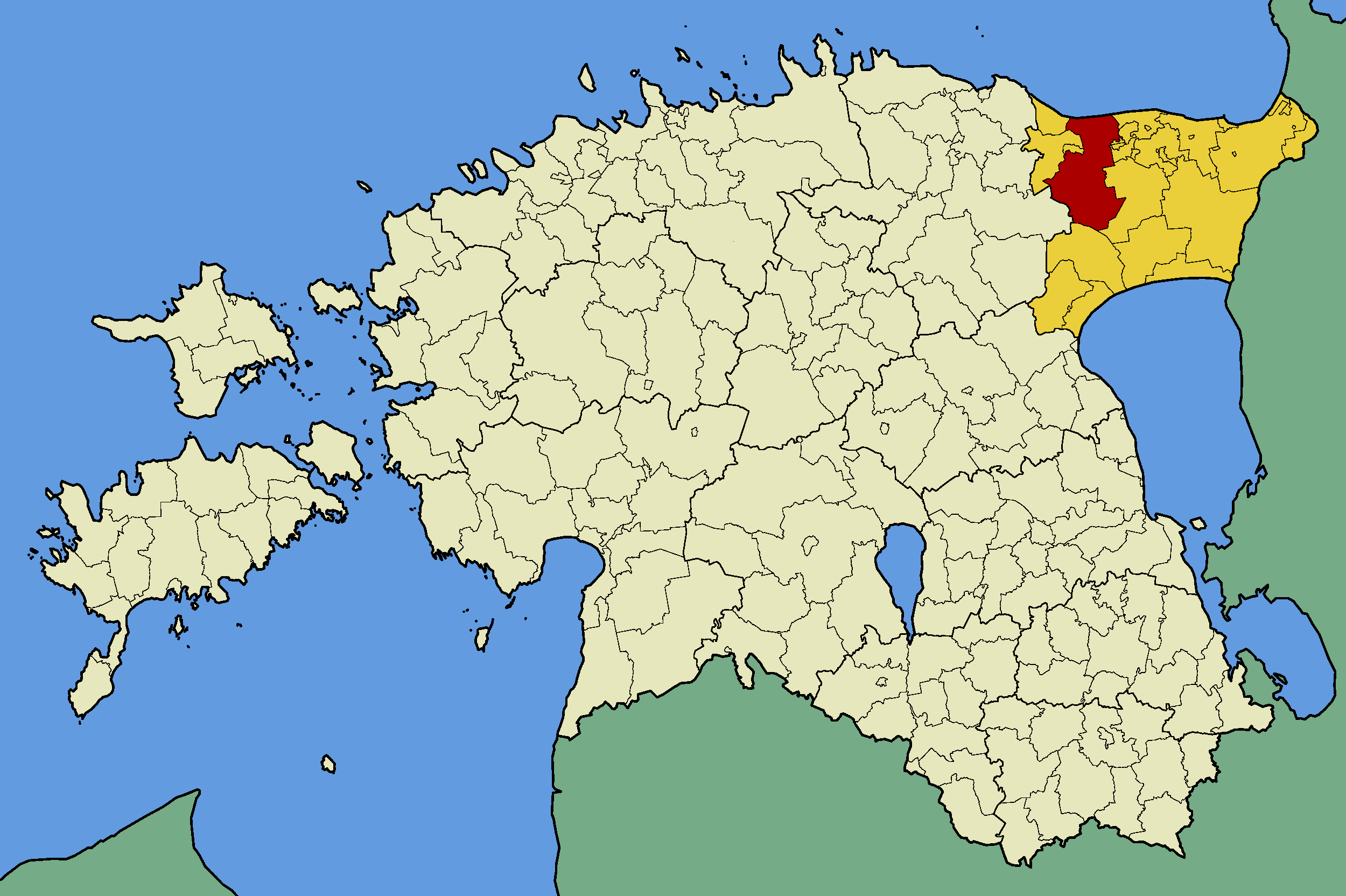
Commune de Lüganuse (rouge)
dans le Virumaa oriental (jaune).

## Municipalité
En octobre 2013, la commune de Maidla et la ville de Püssi sont absorbées par la commune de Lüganuse et perdent leur autonomie.
La commune de Lüganuse comprend un petit bourg, Lüganuse, et 12 villages :

### Ville
Püssi

### Bourg
Lüganuse

### Villages
Aa - Aidu - Aidu-Liiva - Aidu-Nõmme - Aidu-Sooküla - Aruküla, Arupäälse - Aruvälja - Hirmuse, Irvala - Jabara  - Koolma - Kopli - Kulja - Liimala - Lipu - Lohkuse - Lümatu - Maidla - Matka - Mehide - Moldova - Mustmätta -  Oandu - Ojamaa, Piilse - Purtse -  Rebu - Rääsa - Salaküla - Savala - Sirtsi - Soonurme -  Tarumaa - Uniküla - Varja - Veneoja - Virunurme - Voorepera.